# VVVVVV
A VVVVVV (The Letter V Six Times) egy 2D-s, puzzle elemekkel tűzdelt platformjáték, amit Terry Cavanagh készített, a zenei anyagáért pedig Magnus Pålsson felelt. A játék Flashben íródott, és 2010. január 11-én jelent meg Microsoft Windows és Mac OS X platformokra. 2011-ben Simon Roth elkészítette a játékot C++ nyelven és a VVVVVV a Humble Indie Bundle 3 keretében is megvásárolhatóvá vált. A C++ változat elkészültével a játék végül Linuxra is megjelenhetett. Elképzelhető, hogy a jövőben PlayStation Vita kézi konzolra is megjelenik.
A főhős, Viridian kapitány egy alternatív dimenzióban ragadt és megpróbálja felkutatni az űrhajójának eltűnt legénységét. Az ugrás helyett a gravitáció irányítása lesz a játék központi eleme, így a játékos a padló és a plafon között mozoghat. A grafikai megjelenítése leginkább a Commodore 64 játékok külső jegyeire emlékeztethetik a játékost, míg a játék zenéje teljes egészében a chiptune műfajába sorolható. Magnus Pålsson jóvoltából a zenei anyag külön is megvásárolhatóvá vált PPPPPP néven.

## Történet
A játékos Viridian kapitányt irányítja, aki a történet kezdetén megpróbálja a legénységét elmenekíteni az űrhajóról, mivel egy dimenziós interferenciába kerültek, ám a teleportáló berendezés hibája következtében az emberei véletlenszerű helyekre kerültek át. Viridian egyedül találja magát, majd Violet felveszi vele a kapcsolatot és közli, hogy a hajón ragadt, ami jelentős sérüléseket szenvedett, ennek ellenére még működőképes állapotban van. Amikor a játékos visszatér az űrhajóra, megtudja, hogy egy alternatív dimenzióba kerültek át (Dimension VVVVVV) és a legénység is szétszóródott, a végső cél pedig az ő megmentésük lesz, illetve kideríteni az interferencia okát.

## Játékmenet

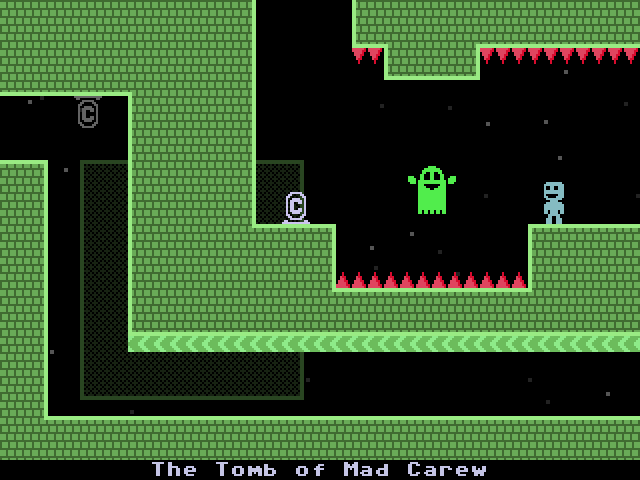
Ebben a pályarészben a játékosnak a piros tüskék mellett a zöld szellemhez hasonlító ellenfél kikerülésére is figyelnie kell. A C a checkpointot jelzi, egy esetleges elhalálozás esetén ide kerül vissza a játékos.

A legtöbb platformjátékkal ellentétben a játékos nem ugorhat, csak a gravitáció irányát fordíthatja meg, amikor egy szilárd platformon áll, ezzel befolyásolhatja, hogy lefelé vagy felfelé mozogjon karaktere. A játékosnak ezt kell majd kihasználnia a továbbhaladáshoz, illetve a különböző veszélyek elkerüléséhez. Később új elemek is feltűnnek, mint például a mozgó platforomok vagy olyan szobák, amiből ha a játékos megpróbál kijutni az egyik kijáraton, akkor helyette az ellentétes oldalra érkezik. A VVVVVV 8 főbb szinttel rendelkezik, amik egy nagyobb, nyitott világból érhetőek el a játékos számára. A szinteken 20 db összegyűjthető tárgy található (shiny trinket), az összeset megszerezve egy Secret lab nevű titkos pálya válik elérhetővé. Bár a játék meglehetősen nehéz tud lenni, viszonylag sok mentési pontot (checkpoint) tartalmaz.

## Fejlesztés
A gravitáció irányítását középpontba helyező játékmenet Cavanagh egy korábbi játékából ered (Sine Wave Ninja – ez egy nagyon egyszerű kis játék, melynek lényege, hogy a játékos kék maszkos nindzsája elkerülje a piros maszkos támadókat). Az IndieGames.com-nak adott interjújában kifejtette, hogy ezt a mechanizmust szerette volna egy játékának alapjául választani és oly módon megvalósítani, ahogyan azt a gravitáció befolyásolására építő játékokban még nem lehetett látni.
A VVVVVV bemutatására 2009 júniusában került sor Cavanagh Distractionware című blogján. A játékon akkor már két hetet dolgozott és úgy tervezte, hogy nagyjából még ugyanennyi kell az elkészüléséig. Még abban a hónapban több bejegyzés is született, amelyben számos képet is megosztott a készülő programról, illetve elmagyarázta a játékmenet működését. A játékról azt írta, hogy eltérő lesz a korábbi Judith vagy Pathways című programjaitól, mivel nem a történetmesélésen, hanem a pályatervezésen lesz a hangsúly. A nagyközönség előtt a 2009-es Eurogamer Expo alkalmával mutatták be a játékot, ahol lehetősége nyílt a játékosoktól visszajelzéseket kapni. 2009-ben a béta verzió, amit a játék támogatói számára bocsátottak ki, a 4chanen keresztül kiszivárgott és több helyről letölthetővé vált.
A VVVVVV grafikai stílusa az 1980-as évek 8 bites Commodore 64-játékok képi világát idézi, főleg a Jet Set Willy és a Monty On The Run játék említhető inspirációként, amiből átvette a nehezen megszerezhető, fénylő tárgyakat, illetve egy méretes elefánt található az egyik pályarészen, valamint a pályák elnevezése is utalásokat rejt. Cavanagh a C64-játékok korában nőtt fel és programjával azt a látványt és érzést kívánta visszaadni, amit az akkori játékok nyújtottak számára. Ezen túlmenően pedig ez egy jó lehetőség volt számára, hogy a régi játékok iránti szenvedélyének is hódoljon. Elmondása alapján nincs meg a technikai szaktudása, hogy a mai modern játékokéhoz hasonló megjelenítést készítsen, ezt pedig azzal próbálja kompenzálni, hogy a grafikát érdekesebbé teszi; illetve ezt könnyebb úgy megvalósítania, hogy adott határok közé szorítva dolgozik.
2010. január 11-én jelent meg Microsoft Windows és Mac OS X platformokra, a Kongregate oldalon pedig egy kipróbálható változat található. Cavanagh tervezett egy Linux-változatot is, ám a portolás során számos probléma felmerült, így ezt a projektet végül leállította. Simon Roth videójáték-fejlesztő elkészítette a C++-változatát a játéknak, ami a 2.0 verziószámot viselte és 2011. július 24-én készült el, a VVVVVV pedig a Humble Indie Bundle-be is bekerült. Az új változat pályatervezőt és új pályákat is tartalmazott. Markus Persson, ismertebb nevén Notch, a Minecraft készítője is ezzel tisztelgett a játék előtt. A C++ portnak hála új megjelenési módot (analóg mód) kapott, illetve a játék futási sebessége is javult. Az új verzió azonban nem kompatibilis a korábbi Flash változat mentéseivel, sokaknak pedig kérdés nélkül letöltötte a Steam a legújabb változatot, a korábbi mentéseket pedig a játékosok nem tudták folytatni. A mentést átkonvertáló program még egyelőre fejlesztés alatt áll.
Ez Cavanagh első játéka, ami kereskedelmi forgalomba is került, korábban ingyenes böngészőben futtatható Flash játékokkal foglalkozott, a VVVVVV azonban méretei miatt nem volt alkalmas arra, hogy egy hasonló oldalon megjelenjen.
2011. október 7-én bejelentették a játék Nintendo 3DS kézi konzolra készülő változatát, amelyet a Nicalis adott ki 2011. december 29-én Észak-Amerikában, míg Európában 2012. május 10-én vált megvásárolhatóvá.

## Zene
A VVVVVV zenéjét Magnus Pålsson szerezte. Ő SoulEye néven is ismert, róla kapta a nevét a játékban szereplő űrhajó, a D.S.S. Souleye. Cavanagh azután kereste fel őt, miután játszott a Charlie’s Games készítette Space Phallus című játékkal, aminek zenéjéért szintén ő volt a felelős. Pålsson a Distractionware blogon azt írta, hogy játszott Cavanagh korábbi játékaival és lenyűgözte azok mélysége, legyen az akár kisebb hangvételű vagy rövidebb játék. A cél pörgős tempójú, vidám jellegű számok készítése volt, amik megragadják a játékost, hogy még akkor is dúdolgassa őket, amikor épp nem játszik, ezzel pedig visszacsábítsa még egy kis játékra. A teljes zenei anyag, a PPPPPP a VVVVVV mellett jelent meg és Pålsson személyes oldalán külön lehet megvásárolni.
| 1.  | Powerup                | 0:04 |
| 2.  | Presenting VVVVVV      | 2:40 |
| 3.  | Pause                  | 0:09 |
| 4.  | Pushing Onwards        | 3:39 |
| 5.  | Path Complete          | 0:09 |
| 6.  | Passion for Exploring  | 2:52 |
| 7.  | Positive Force         | 2:48 |
| 8.  | Predestined Fate       | 2:10 |
| 9.  | Potential for Anything | 3:42 |
| 10. | Pressure Cooker        | 3:27 |
| 11. | Plenary                | 0:22 |
| 12. | Pipe Dream             | 2:21 |
| 13. | Popular Potpourri      | 6:08 |

## Fogadtatás
| Összegzőoldal | Értékelés |
| ------------- | --------- |
| GameRankings  | 80%       |
| Metacritic    | 81/100    |

| Szerző      | Értékelés |
| ----------- | --------- |
| Eurogamer   | 8/10      |
| GamesRadar+ | 8/10      |
| IGN         | 7,5/10    |

A VVVVVV pozitív fogadtatásban részesült, a GameRankings átlaga 9 értékelés alapján 78,87%, míg Metacriticen 15 értékelést alapul véve 81 pont. A kritikák 2010 első fontosabb független játékaként emlegették. A VVVVVV pályatervezését szinte minden tesztben dicsérték, Michael Rose (IndieGames.com) szerint nincsenek felesleges részek és ez a játék egyik legjobban sikerült része. Michael McWhertor a Kotaku kritikusa azt írta, hogy meglepően sok variációt tartalmaznak az egyes szintek, ezzel biztosítva, hogy a játékos soha nem fogja úgy érezni, hogy a tervező nem használta ki az összes, játékmenet által biztosított lehetőséget.
Több értékelésben is kiemelték a játék magas nehézségi fokát.
McWhertor szerint a „trial and error” részek komolyan próbára teszik a játékos türelmét. A legtöbb helyen azonban megjegyezték, hogy a túlzott frusztráltságot elkerülendően számos mentési pont került a játékba, ahonnan a játékos akárhányszor újrapróbálhatja az adott szakaszt elhalálozás esetén. Samuel Claiborn (IGN) úgy írta le, hogy a VVVVVV bár megbocsátó, mégis régimódi, mert a játékostól teljes elhivatottságot vár el.
A játék teljes ára a megjelenéskor 15 dollár volt. A Kotaku szerint a nehézség mellett ez az egyetlen komoly negatívum. Gillen (Rock, Paper, Shotgun) is azon a véleményen volt, miszerint egy retro grafikájú platformjátékhoz képest túlzás ez az ár, annak ellenére, hogy megéri a pénzét. A megjelenés óta az ára 5 dollárra csökkent, Cavanagh azt írta, bár nehéz döntés volt, tudja, hogy a 15 dolláros eredeti ár többek számára túl magas volt.
A VVVVVV a 2010-es IndieCade fesztiválon a „legszórakoztatóbb játék” kategóriában nyert. A Gamasutra portál 2009-es év végi értékelőjében a független játékok kategóriájában a második helyet szerezte meg a Machinarium mögött, a 2010-es összeállításban pedig említés szintjén szerepelt. (2009-ben ugyanis a béta verzió volt még csak elérhető, amikor a Gamasutra a listát összeállította.) A játék főhőse, Viridian kapitány játszható karakterként szerepel a Super Meat Boy windowsos változatában.

## Fordítás
- Ez a szócikk részben vagy egészben a VVVVVV című angol Wikipédia-szócikk ezen változatának fordításán alapul.  Az eredeti cikk szerkesztőit annak laptörténete sorolja fel. Ez a jelzés csupán a megfogalmazás eredetét és a szerzői jogokat jelzi, nem szolgál a cikkben szereplő információk forrásmegjelöléseként.